# Petrus en Pauluskerk (Veltheim)
De Sint Petrus en Pauluskerk (Duits: St.-Peter-und-Pauls-Kirche) is een kerkgebouw van de lutherse gemeente in Veltheim, een Stadtteil van Porta Westfalica, een gemeente in de Duitse deelstaat Noordrijn-Westfalen, gelegen in de Kreis Minden-Lübbecke.

## Geschiedenis

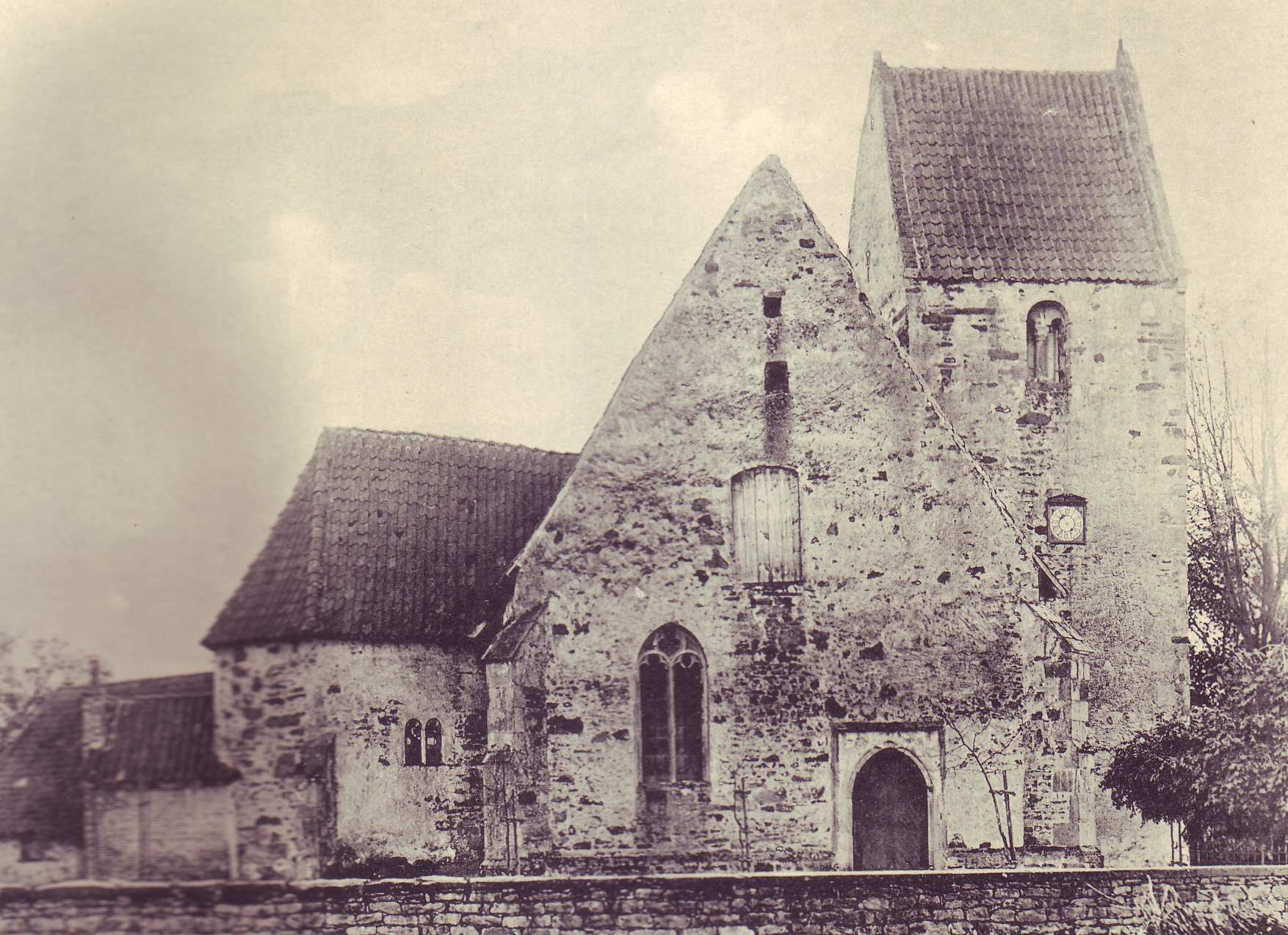
De kerk voor de 19e-eeuwse verbouwing

De oprichting van een eerste christelijke kerk op de plaats van de huidige Petrus en Pauluskerk zou volgens de overlevering teruggaan op de edelvrouw Hildburg, de stichtster van het klooster Möllenbeck. Het klooster werd vermoedelijk in 896 opgericht. Veltheim wordt voor het eerst in een oorkonde uit het einde van de 12e eeuw genoemd, toen de edelvrouw Mathildis van Ricklingen elf landgoederen aan de kerk schonk.
De romaanse kerk in Veltheim werd in de 15e eeuw met een overwelfd transept naar het noorden toe vergroot. 
In 1530 werd de reformatie in Veltheim ingevoerd en werd de kerk een luthers kerkgebouw.
Tegen het einde van de 19e eeuw werd de kerk bouwvallig en bovendien te klein voor de groeiende gemeente. Men besloot echter niet tot afbraak van het godshuis, maar er vond een grondige renovatie plaats. Daarnaast werd de kerk aanzienlijk vergroot. Men zag af van de traditionele oostelijke oriëntatie en verplaatste het koor naar een zuidelijke uitbreiding van het gebouw. Bovendien werd de romaanse toren verhoogd. Ondanks de ingrijpende verbouwing presenteert het gebouw zich ook nu nog als een eenheid.   
In 1996 kreeg de kerk de naam van de beide apostelen Petrus en Paulus.

## Interieur
De kerk bezit een laatgotisch sacramentshuisje, een renaissance doopvont (1657) en een eveneens uit de renaissance stammende kansel. Voor de kerk staan grafstenen uit de 17e eeuw.